# جيل بيرنال
جيل بيرنال (بالإنجليزية: Gil Bernal)‏ هو موسيقي أمريكي، ولد في 4 فبراير 1931 في Watts, Los Angeles ‏ في الولايات المتحدة، وتوفي في 17 يوليو 2011 في غلينديل في الولايات المتحدة.

## وصلات خارجية
- جيل بيرنال على موقع IMDb (الإنجليزية)
- جيل بيرنال على موقع ميوزك برينز (الإنجليزية)
- جيل بيرنال على موقع أول ميوزيك (الإنجليزية)
- جيل بيرنال على موقع ديسكوغز (الإنجليزية)